# Busoga

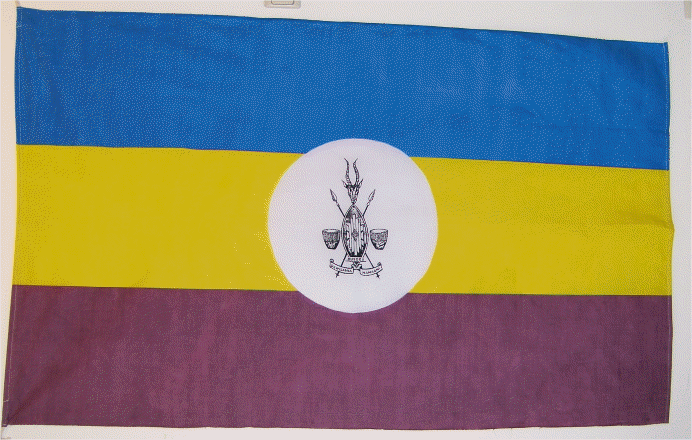
foto de la bandera del regne

Busoga és un regne tradicional del sud-est d'Uganda en què viuen els 11 principats dels basoga, un dels més grans dels regnes tradicionals del país. La capital és Bugembe, vora Jinga, la segona ciutat més important del país.
Està dividit en cinc districtes: Kamuli, Iganga, Bugiri, Mayuge i Jinja. Cadascun dels cinc districtes és dirigit per caps escollits democràticament o el Consell Local dels Cinc, mentre que els municipis són dirigits per un alcalde escollit. Jinja és el principal centre industrial i econòmic.
Busoga limita al nord amb el pantanós Llac Kyoga que el separa de Lango, a l'oest el Nil Blanc el separa de Buganda, al sud el llac Victòria el separa de Tanzània i Kenya, i a l'est el riu Mpologoma (Lleó) el separa de diversos grups tribals petits (padhola, bugwere, bugisu, etc.). Busoga també inclou algunes illes del Llac Victòria, com l'illa de Buvuma.

## Història
Busoga era un territori format per onze territoris de petits caps hereditaris (saza). A principis del segle XX es va establir la institució Obwakyabazinga bwa Busoga, una mena de Consell dels Caps, que definia la forma de govern i elegia un Kyabanzinga entre aquestos. Els diversos caps hereditaris reclamaven ser descendents de Mukama, rei de Bunyoro-Kitara (segle XIV) que va repartir la regió entre els seus fills: Nyhiro Ibanda Ngobi el territori de Kigulu; Ihensiko el territori de Luuka; Nkono el territori de Bukono; Zbondo el territori de Bulamogi; i Kitimbo el territori de Bugabula. Aquestos cinc principats hereditaris són, com a descendents de la reialesa de Bunyoro-Kitara, les que modernament elegeixen entre ells al Kyabazinga, que regeix el país de per vida, excepte abdicació o incapacitat. També són hereditaris els principats dels clans Wakooli de Bukooli; Menhya de Bugweri; Nahnumba de Buhnole; Luba de Buhnya; Ntembe de Butembe; i Kiski de Busiki.
El Lukiiko de Busoga, una mena de Parlament, és el suprem òrgan del regne. El Lukiiko està constituït per: 125 membres dels 11 estats que componen Busoga, set de cadascun excepte Bugamula (Buzaaya i Budiope) i Butembe que disposen de 10; els ministres del gabinete (48); i el cap de la casa dels prínceps (l'Isabalangira), el Katukiiro, els seus ajudants, i els onze caps hereditaris dels clans Ntembe, Nahyumba, Kisiki, Mehna, Ngobi, Gabula, Zibondo, Tabingwa, Wakooli, Luba i Nkono. Dirigeix el Lukiiko el Speaker assistit pel vice-speaker. La seu moderna és a Bugembe i es reuneix tres cops a l'any excepte reunions extraordinàries si cal.
El primer president efectiu del Lukiiko fou Semei Lwakirenzi Kagungulu, des de juliol de 1906 fins al 15 de gener de 1914; amb la guerra es va interrompre de fet la institució fins que va tornar a operar el 1919, i el cap de Bulamogi, Ezekieri Tenya Wako III, assoli la direcció, fins que l'11 de febrer de 1939 fou escollit com Kyabazinga (rei) fins a la seva mort el 1949 (a Busoga fou conegut com a Zibondo). El 1949 fou nomenat rei William Wilberforce Kadhumbula Nadiope III, cap de Bugabula.
Als agitats anys de la independència foren reis Henry Musoke Wako Muloki, successor de l'anterior el 1955, fins al retorn de Nadiope III el 1962 que llavors va regnar fins al 8 de setembre de 1967, si bé el president Milton Obote ja l'havia declarat deposat el 8 de juliol de 1966. La deposició oficial fou el 8 de setembre del 1967 quan el regne fou abolit junt amb els de Buganda, Bunyoro, Toro i Ankole
Quan el 1995 es van restablir els regnes (excepte Ankole) com a monarquies tradicionals de caràcter cultural, fou nomenat altre cop Henry Musoke Wako Muloki. El rei vivia tradicionalment al seu palau d'Igenge, prop de Bugembe, però degut als danys patit pel palau durant les guerres civils que van seguir la deposició d'Idi Amin Dada, la residència actual és a Nakabango, prop de Jinja. El 1995 el president d'Uganda va disposar a la constitució el restabliment del regne, i el rei fou oficialment coronat el 1996.
L'agost de 1996 el rei va visitar el Regne Unit (Daventry i Trafford) per establir fórmules de cooperació a nivell local que permetin el desenvolupament del seu país. Els líders del Busoga People's Forum van celebrar el 1997 una reunió a Bugabula, al sud del país, districte de Kamuli, per formular la Carta Fonamental de Busoga, que fou signada pel president Yoweri Museveni. La carta, segons Moses Kizige, secretari del grup parlamentari Busoga, no afecta els poders del Kyabazinga (rei) sinó que regula les relacions entre la institució i el poble, i servirà per revitalitzar l'agricultura i les infraestructures.

## Presidents delLukiiko
- Namubongo III Kisira de Bulamogi 1894 - 1898
- Semei Lwakirenzi Wakirenzi Kakungulu 1906 - 1914
- Gideon Obodha, de Kigulu 1914 - 1919 (nominal)
- Ezekieri Tenywa Wako III de Bulamogi, 1919 - 1939

## Kyabazinges (reis)
- Ezekieri Tenywa Wako III, 1939 - 1949
- William Wilberforce Kadhumbula Nadiope III de Bugabula 1949 - 1955
- Henry Musoke Wako Muloki 1955 - 1962
- Nadiope III (segona vegada) 1962-1966 (deposat però no confirmada la deposició fins al 1967)
- Abolició 1967-1995
- Henry Musoke Wako Muloki 1995-2008
- Christopher Mutayaba Nkono II 2008 (provisional)
- Wilson Muwereza Mutebe (provisional) 2008-

A diferència dels kabaka de Buganda, els diversos reis del territori dels basoga eren membres d'un clan reial, seleccionat en una combinació de descendents i amb l'aprovació dels ciutadans. El clan dels babiito, que governava al nord de Busoga, prop del regne Bunyoro, tenia llaços amb l'aristocràcia d'aquest regne i el poble de la regió es considerava descendent de la gent de Bunyoro.

## Superfície i població
La superfície és de 17.817,9 km², i la població (2002) de 2.595.416 habitants

## Divisió administrativa
El regne està dividit en set districtes, subdividits en 16 comtats, 89 subcomtats i 485 parròquies. Els districtes són:
- Bugiri District (3 comtats, 16 subcomtats, 116 parròquies)
  - Bukooli Central County (6 subcomtats i 38 parròquies)
  - Bukooli North County (5 subcomtats i 32 parròquies)
  - Bukooli South County (5 subcomtats i 46 parròquies)
- Iganga District  (3 comtats,, 20 subcomtats, 112 parròquies)
  - Bugweri County (5 subcomtats i 29 parròquies)
  - Kigulu County (8 subcomtats i 45 parròquies)
  - Luuka County (7 subcomtats i 38 parròquies)
- Jinja District (3 comtats)
  - Butembe County (15 subcomtats i 15 parròquies)
  - Jinja Municipality (County) (4 subcomtats i 11 parròquies)
  - Kagoma County (21 parròquies)
- Kaliro District (1 Comtat) (creat l'1 de juliol de 2005)
  - Bulamogi County (6 subcomtats i 34 parròquies)
- Kamuli District (3 Comtats, 18 subcomtats i 108 parròquies)
  - Budiope County (5 subcomtats i 33 parròquies)
  - Bugabula County (8 subcomtats i 51 parròquies)
  - Buzaaya County (5 subcomtats i 24 parròquies)
- Mayuge District (1 comtat)
  - Bunya County (12 subcomtats i 72 parròquies)
- Namutumba District (1 comtat) (creat l'1 de juliol de 2006)
  - Busiki County (7 subcomtats i 37 parròquies)

## Bandera i escut

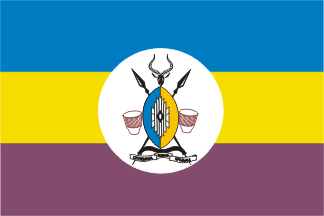
bandera del regne

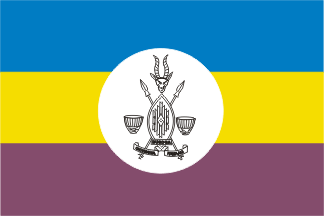
bandera d'ús diari

La bandera fou adoptada el 1997 i és de tres colors, blau, groc i marron, en franges horitzontals; al centre porta un disc blanc dins del qual hi ha l'escut, en línies negres sense colors per ús diari i en color per ús cerimonial. Els colors signifiquen: blau per l'aigua, font de vida, amb els rius Nil i Mpologoma, i els llacs Victòria i Kyoga, que envolten el país i li proporcionen els recursos naturals que marquen l'activitat econòmica del regne; el groc representa la calor i clima solejat del país tot l'any; el marron representa la terra fèrtil al·luvial que es troba a la zona del Llac Victòria.
L'escut reial es compon dels següents elements: el Kob o Empongo, que representa la vida salvatge de Busoga, que atreu el turisme, la major riquesa del regne; l'Empongo és també el tòtem de la família real (Balangira); els dos timbals, que com a moltes societats africanes és símbol de comunicació i cultura; dos llances, armes de guerra que simbolitzen el poder, utilitzades pels líders en la missió de defensa del poble; l'escut, que representa la funció de l'estat en la protecció de la vida del poble; el riu Nil, aigua com a font de vida i representant els recursos naturals de Busoga; el lema "Busoga okwisania na Maani" escrit en llengua lusoga i que vol dir "La unitat és la força" (o "La força deriva de la unitat") i fa al·lusió a la unió del poble de Basoga tant en temps de crisis com de felicitat; els pilars de l'escut representen als onze principats que es van unir per fundar el regne (Gabula, Zibondo, Ngobi, Menha, Luba, Wakooli, Ntembe, Tabingwa, Kisiki, Nkono i Nanhumba), els cinc majors representen els cinc principats entre els caps dels quals és escollit el Kyabazinga (Rei) de Busoga i que són Gabula, Ngobi, Tabingwa, Zibondo i Nkono; el Knot en el centre de l'escut representa al "Kyabazinga Isebantu" como representant de l'autoritat i lideratge de Busoga.